# Huerfano County
Huerfano County je okres ve státě Colorado v USA. K roku 2000 zde žilo 7 862 obyvatel. Správním městem okresu je Walsenburg. Celková rozloha okresu činí 4 126 km².